# أربيان قصير الفروع
أربيان قصير الفروع (الاسم العلمي: Anthemis breviradiata) هو نوع نباتي يتبع جنس الأربيان من الفصيلة النجمية.

## الموئل والانتشار
في بلاد الشام.